# 坂崎重行
坂崎 重行（さかざき しげゆき、生年不詳 - 元和9年（1623年））は、戦国時代から江戸時代初期の武将。坂崎直盛の次男。通称は與九郎。

## 生涯
備前国の戦国大名・宇喜多氏の一族である坂崎直盛の次男として誕生。兄に津川平四郎がいる。
父・直盛は石見国津和野藩4万石の大名となるが、元和2年（1616年）にいわゆる千姫事件を起こして急死し、江戸幕府によって藩も改易されたため、石見国鹿足郡日原村に移住した。
元和9年（1623年）、死去。
子に坂崎重春。孫の重豊は三隅の士である中村家の娘を嫁にもらい、中村に改姓したと伝わる。